# Воєнно-Осетинська дорога
42°40′57.79″ пн. ш. 43°43′37.68″ сх. д. / 42.6827194° пн. ш. 43.7271333° сх. д.
Воєнно-Осетинська дорога (груз. ოსეთის სამხედრო გზა, [осетіс самхедро ґза], ос. Уæлладжири фæндаг) — історична назва дороги через Головний Кавказький хребет, що з'єднувала місто Кутаїсі і залізничну  станцію Дарго-Кох (Карджин, транспортний вузол на автомагістралі М29;  Кіровський район, Північна Осетія-Аланія). Побудована в 1897 р.
Довжина 275 км. Сама високогірна ділянка дороги — Мамісонський перевал (2911 м Транспортне сполучення по Воєнно-Осетинській дорозі залежить від погоди на високогірній ділянці.
Адміністративно дорога ділиться на три ділянки: Владикавказ — Алагір — Мамісонський перевал (Карджин — Алагір — Мамісонський перевал; Росія), Гуршеві (Південна Осетія) і  Оні — Амбролаурі — Ткібулі — Кутаїсі (Грузія) [туристські маршрути ведуть далі — в Самтредіа, Поті, Малтаква (або Урекі, Гріголеті) на узбережжі].
Дорога втратила своє транспортне значення у зв'язку з будівництвом  Транскавказької автомагістралі. Через Мамісонський перевал рух не здійснюється.